# Lauro Cavazos

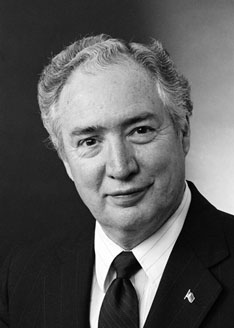
Lauro Cavazos (1988)

Lauro Fred Cavazos (* 4. Januar 1927 in Kingsville, Texas; † 15. März 2022 in Concord, Massachusetts) war ein US-amerikanischer Gesundheitswissenschaftler und Politiker, der von August 1988 bis Dezember 1990 als Bildungsminister der Vereinigten Staaten amtierte. Er war der erste Hispanic im US-Kabinett.
Lauro Cavazos kam auf der King Ranch zur Welt, der größten Ranch in den USA, auf der sein Vater als Vormann beschäftigt war. Kurz vor Ende des Zweiten Weltkriegs trat er noch dem Militär bei; er kehrte nach seinem kurzen Kampfeinsatz in die Heimat zurück und begann ein Studium am Texas Agricultural and Industrial College, der späteren Texas Tech University. Dort schloss er 1949 als Bachelor und 1951 als Master in Zoologie ab. Danach wechselte er an die Iowa State University und graduierte 1954 als Ph.D. in Physiologie. Sein jüngerer Bruder Richard (1929–2017) brachte es in der Armee bis zum Vier-Sterne-General.
In der Folge gehörte Cavazos dem Lehrkörper der Tufts University und des Medical College of Virginia an. Von 1975 bis 1980 war er Dekan der medizinischen Fakultät an der Tufts University, ehe er an die Texas Tech University zurückkehrte, als deren Präsident er von 1980 bis 1988 fungierte. Er war sowohl der erste frühere Student der Universität als auch der erste Hispanic in diesem Amt.
1988 berief US-Präsident Ronald Reagan ihn als Nachfolger des zurückgetretenen William Bennett in sein Kabinett. Auf diesem Posten verblieb Lauro Cavazos auch nach dem Ende von Reagans Präsidentschaft im Kabinett von George Bush. Jedoch musste er im Dezember 1990 sein Amt niederlegen, nachdem ihm der Missbrauch von Vielfliegermeilen zur Last gelegt worden war.
Nach seinem Rücktritt trat er wieder dem Lehrkörper der Tufts University bei, wo er Professor für Gesundheitswissenschaft und Allgemeinmedizin wurde.